# Campeonato Mundial de Natação em Piscina Curta de 2022 - 4x50 m medley feminino
A prova dos 4x50 metros nado medley feminino do Campeonato Mundial de Natação em Piscina Curta de 2022 foi disputada no dia 17 de dezembro de 2022, no Melbourne Sports and Aquatics Centre, em Melbourne, na Austrália.

## Recordes
Antes desta competição, os recordes mundiais e do campeonato nesta prova eram os seguintes:
|                       | Nacionalidade         | Tempo   | Local              | Data                                         |
| --------------------- | --------------------- | ------- | ------------------ | -------------------------------------------- |
| Recorde mundial       | Estados Unidos Suécia | 1:42.38 | Hangzhou Abu Dhabi | 12 de dezembro de 201817 de dezembro de 2021 |
| Recorde do campeonato | Estados Unidos Suécia | 1:42.38 | Hangzhou Abu Dhabi | 12 de dezembro de 201817 de dezembro de 2021 |

Os seguintes recordes mundiais ou do campeonato foram estabelecidos durante esta competição:
| Data           | Evento | Nome                                                                                         | Nacionalidade | Tempo   | Notas |
| -------------- | ------ | -------------------------------------------------------------------------------------------- | ------------- | ------- | ----- |
| 17 de dezembro | Final  | Mollie O'Callaghan (25.49) Chelsea Hodges (29.11) Emma McKeon (24.43) Madison Wilson (23.32) | Austrália     | 1:42.35 | ,     |

## Medalhistas
| Ouro | Prata | Bronze |
| Austrália · Mollie O'Callaghan · Chelsea Hodges · Emma McKeon · Madison Wilson · Kaylee McKeown[a] · Jenna Strauch[a] | Estados Unidos · Claire Curzan · Lilly King · Torri Huske · Kate Douglass · Alex Walsh[a] · Annie Lazor · Erika Brown[a] · Natalie Hinds[a] | Suécia · Louise Hansson · Klara Thormalm · Sara Junevik · Michelle Coleman · Hanna Rosvall[a] · Sofia Åstedt[a] |

a  Nadadores que participaram apenas nas eliminatórias e receberam medalhas.

## Cronograma
Todos os horários são locais (UTC+11). 
| Data           | Hora  | Evento        |
| -------------- | ----- | ------------- |
| 17 de dezembro | 11:05 | Eliminatórias |
| 17 de dezembro | 19:35 | Final         |

## Resultados

### Eliminatórias
As eliminatórias ocorreram no dia 17 de dezembro com início às 11:05.
| Colocação | Bateria | Raia | Nacionalidade  | Nadadoras                                                                                          | Tempo   | Notas            |
| --------- | ------- | ---- | -------------- | -------------------------------------------------------------------------------------------------- | ------- | ---------------- |
| 1         | 1       | 8    | Austrália      | Kaylee McKeown (26.42) Jenna Strauch (30.21) Emma McKeon (24.79) Madison Wilson (23.36)            | 1:44.78 | Q,               |
| 2         | 2       | 4    | Suécia         | Hanna Rosvall (26.49) Klara Thormalm (29.40) Sara Junevik (24.42) Sofia Åstedt (24.52)             | 1:44.83 | Q                |
| 3         | 2       | 6    | França         | Analia Pigrée (26.49) Charlotte Bonnet (29.63) Mélanie Henique (25.36) Béryl Gastaldello (23.38)   | 1:44.86 | Q,               |
| 4         | 1       | 1    | Japão          | Miki Takahashi (26.86) Reona Aoki (29.38) Moe Tsuda (24.73) Yume Jinno (24.44)                     | 1:45.41 | Q                |
| 5         | 2       | 5    | Países Baixos  | Kira Toussaint (26.47) Tes Schouten (29.98) Kim Busch (25.41) Valerie van Roon (24.20)             | 1:46.06 | Q                |
| 6         | 1       | 5    | Canadá         | Ingrid Wilm (26.10) Rachel Nicol (30.08) Katerine Savard (25.52) Rebecca Smith (24.46)             | 1:46.16 | Q                |
| 7         | 1       | 4    | Estados Unidos | Alex Walsh (27.18) Annie Lazor (30.14) Erika Brown (25.17) Natalie Hinds (24.09)                   | 1:46.58 | Q                |
| 8         | 1       | 7    | Chéquia        | Simona Kubová (26.31) Kristýna Horská (30.82) Barbora Seemanová (25.52) Barbora Janíčková (24.08)  | 1:46.73 | Q                |
| 9         | 2       | 1    | Coreia do Sul  | Kim San-ha (26.67) Moon Su-a (31.18) Kim Seo-yeong (25.83) Hur Yeon-kyung (24.56)                  | 1:48.24 | Recorde nacional |
| 10        | 2       | 3    | China          | Peng Xuwei (27.10) Yang Chang (30.48) Zhang Yifan (26.63) Liu Shuhan (24.11)                       | 1:48.32 |                  |
| 11        | 2       | 2    | Eslováquia     | Tamara Potocká (28.37) Andrea Podmaníková (29.79) Lillian Slušná (26.12) Teresa Ivanová (24.23)    | 1:48.51 | Recorde nacional |
| 12        | 1       | 6    | Hong Kong      | Stephanie Au (27.45) Lam Hoi Kiu (31.68) Chan Kin Lok (27.26) Chang Yujuan (26.22)                 | 1:52.61 |                  |
| 13        | 2       | 7    | África do Sul  | Milla Drakopoulos (28.24) Emily Visagie (31.46) Caitlin de Lange (26.87) Hannah Pearse (27.19)     | 1:53.76 |                  |
| 14        | 1       | 2    | Peru           | Alexia Sotomayor (28.50) McKenna DeBever (32.35) María Fe Muñoz (28.21) Rafaela Fernandini (25.12) | 1:54.18 | Recorde nacional |
| 15        | 1       | 3    | Itália         | | DNS     | DNS              |
| 15        | 2       | 8    | Reino Unido    | | DNS     | DNS              |

### Final
A final foi realizada no dia 17 de dezembro com início às 19:35.
| Colocação         | Raia | Nacionalidade  | Nadadoras                                                                                         | Tempo   | Notas            |
| ----------------- | ---- | -------------- | ------------------------------------------------------------------------------------------------- | ------- | ---------------- |
| Medalha de ouro   | 4    | Austrália      | Mollie O'Callaghan (25.49) Chelsea Hodges (29.11) Emma McKeon (24.43) Madison Wilson (23.32)      | 1:42.35 | Recorde mundial  |
| Medalha de prata  | 1    | Estados Unidos | Claire Curzan (25.75) Lilly King (29.00) Torri Huske (24.94) Kate Douglass (22.72)                | 1:42.41 |                  |
| Medalha de bronze | 5    | Suécia         | Louise Hansson (25.86) Klara Thormalm (29.34) Sara Junevik (24.06) Michelle Coleman (23.17)       | 1:42.43 |                  |
| 4                 | 7    | Canadá         | Kylie Masse (25.84) Sydney Pickrem (29.69) Maggie Mac Neil (24.40) Taylor Ruck (23.63)            | 1:43.56 | Recorde nacional |
| 5                 | 2    | Países Baixos  | Kira Toussaint (26.20) Tes Schouten (29.81) Maaike de Waard (24.39) Marrit Steenbergen (23.32)    | 1:43.72 |                  |
| 6                 | 3    | França         | Analia Pigrée (26.30) Charlotte Bonnet (29.64) Mélanie Henique (24.78) Beryl Gastadello (23.24)   | 1:43.96 | Recorde nacional |
| 7                 | 6    | Japão          | Miki Takahashi (26.84) Reona Aoki (29.67) Moe Tsuda (24.74) Chihiro Igarashi (24.04)              | 1:45.29 |                  |
| 8                 | 8    | Chéquia        | Simona Kubová (26.40) Kristýna Horská (30.50) Barbora Seemanová (25.43) Barbora Janíčková (24.07) | 1:46.40 |                  |

Legenda
| Recorde mundial       | Recorde mundial (World record)               |                       | Recorde africano                      | Recorde africano (African) |                                           | Q | Classificado por posição (Qualified) |
| Recorde do campeonato | Recorde do campeonato (Championship record)  | Recorde da América    | Recorde da América (Americas)         | q                          | Classificado por melhor tempo (Qualified) |   |                                      |
| Melhor marca do ano   | Melhor marca do ano (World leading)          | Recorde asiático      | Recorde asiático (Asian)              | DNS                        | Não largou (Did not start)                |   |                                      |
| Recorde nacional      | Recorde nacional (National record)           | Recorde europeu       | Recorde europeu (European)            | DNF                        | Não terminou (Did not finish)             |   |                                      |
| Recorde pessoal       | Recorde pessoal do atleta (Personal best)    | Recorde da Oceania    | Recorde da Oceania (Oceania)          | DSQ / DQ                   | Desclassificado (Disqualified)            |   |                                      |
| Recorde da temporada  | Recorde da temporada do atleta (Season best) | Recorde sul-americano | Recorde sul-americano (South America) | NM                         | Sem marca (No mark)                       |   |                                      |